# Afrobasket
O campeonato africano de seleções nacionais masculinas de Basquetebol (Afrobasket), é o torneio mais importante desta região, atualmente é disputado a cada dois anos e classificatório para os jogos olímpicos e para o mundial de basquetebol.
A seleção de Angola é a que acumula maior quantidade de títulos, num total de 11, começando esta hegemonia a partir de 1989, nos últimos 11 campeonatos eles ganharam os seus 10 títulos no Afrobasket, Senegal e Egito o ganharam 5 vezes, mas o Egito tem a maior conquista que uma seleção africana masculina de basquete obteve até hoje, foi sede e venceu o EuroBasket em 1949.

## Campeonatos
| Ano           | Sede             |                           | Final   | Final           | Final                     |        | Decisão de Terceiro Lugar | Decisão de Terceiro Lugar | Decisão de Terceiro Lugar |
| Ano           | Sede             | Campeão                   | Placar  | Finalista       | Terceiro Colocado         | Placar | Quarto Colocado           |                           |                           |
| ------------- | ---------------- | ------------------------- | ------- | --------------- | ------------------------- | ------ | ------------------------- | ------------------------- | ------------------------- |
| 1962 detalhes | Cairo            | República Árabe Unida     | 66-42   | Sudão           | Marrocos                  | 44-41  | Guiné                     |                           |                           |
| 1964 detalhes | Casablanca       | República Árabe Unida     | 69-57   | Marrocos        | Palestina                 | 53-51  | Tunísia                   |                           |                           |
| 1965 detalhes | Tunes            | Marrocos                  | 70-57   | Tunísia         | Argélia                   | 57-46  | Senegal                   |                           |                           |
| 1968 detalhes | Casablanca       | Senegal                   | 67-60   | Marrocos        | República Centro-Africana | 76-60  | Mali                      |                           |                           |
| 1970          | Alexandria       | República Árabe Unida     | 70-63   | Senegal         | Tunísia                   | 76-56  | República Centro-Africana |                           |                           |
| 1972          | Dakar            | Senegal                   | 61-54   | Egito           | Mali                      | 107-74 | República Centro-Africana |                           |                           |
| 1974          | Bangui           | República Centro-Africana | 72-67   | Senegal         | Tunísia                   | 82-72  | Camarões                  |                           |                           |
| 1975          | Alexandria       | Egito                     | 70-61   | Senegal         | Sudão                     | 81-78  | Zaire                     |                           |                           |
| 1978          | Dakar            | Senegal                   | 103-72  | Costa do Marfim | Egito                     | 2-0    | Sudão                     |                           |                           |
| 1980          | Rabat            | Senegal                   | 96-90   | Costa do Marfim | Marrocos                  | 87-83  | Argélia                   |                           |                           |
| 1981          | Mogadíscio       | Costa do Marfim           | 81-65   | Egito           | Somália                   | 2-0    | Argélia                   |                           |                           |
| 1983          | Alexandria       | Egito                     | 94-68   | Angola          | Senegal                   | 78-71  | Costa do Marfim           |                           |                           |
| 1985          | Abidjã           | Costa do Marfim           | 84-73   | Angola          | Egito                     | 74-73  | Senegal                   |                           |                           |
| 1987          | Tunes            | República Centro-Africana | 94-87   | Egito           | Angola                    | 73-71  | Mali                      |                           |                           |
| 1989          | Luanda           | Angola                    | 89-62   | Egito           | Senegal                   | 78-71  | Mali                      |                           |                           |
| 1992          | Cairo            | Angola                    | 71-66   | Senegal         | Egito                     | 74-73  | Mali                      |                           |                           |
| 1993          | Nairóbi          | Angola                    | 69-61   | Egito           | Senegal                   | 90-76  | Quênia                    |                           |                           |
| 1995          | Argel            | Angola                    | 68-55   | Senegal         | Nigéria                   | 58-51  | Argélia                   |                           |                           |
| 1997          | Dakar            | Senegal                   | 69-48   | Nigéria         | Angola                    | 79-55  | Egito                     |                           |                           |
| 1999          | Cabinda Luanda   | Angola                    | 79-72   | Nigéria         | Egito                     | 75-63  | Mali                      |                           |                           |
| 2001          | Casablanca Rabat | Angola                    | 79-68   | Argélia         | Egito                     | 77-71  | Tunísia                   |                           |                           |
| 2003          | Alexandria       | Angola                    | 85-65   | Nigéria         | Egito                     | 81-79  | Senegal                   |                           |                           |
| 2005          | Argel            | Angola                    | 70-61   | Senegal         | Nigéria                   | 88-76  | Argélia                   |                           |                           |
| 2007          | Lubango Luanda   | Angola                    | 86-72   | Camarões        | Cabo Verde                | 53-51  | Egito                     |                           |                           |
| 2009          | Trípoli Bengasi  | Angola                    | 82-72   | Costa do Marfim | Tunísia                   | 83-68  | Camarões                  |                           |                           |
| 2011          | Antananarivo     | Tunísia                   | 67-56   | Angola          | Nigéria                   | 77-67  | Costa do Marfim           |                           |                           |
| 2013          | Abidjã           | Angola                    | 57-40   | Egito           | Senegal                   | 57-56  | Costa do Marfim           |                           |                           |
| 2015          | Radès            | Nigéria                   | 74-65   | Angola          | Tunísia                   | 82-73  | Senegal                   |                           |                           |
| 2017          | Dacar Radès      |                           | Tunísia | 77-65           | Nigéria                   |        | Senegal                   | 73-62                     | Marrocos                  |
| 2021          | Quigali          |                           | Tunísia | 78-75           | Costa do Marfim           |        | Senegal                   | 86-73                     | Cabo Verde                |

## Quadro de Medalhas
| Ranking | Seleção                   | Ouro | Prata | Bronze | Total |
| ------- | ------------------------- | ---- | ----- | ------ | ----- |
| 1       | Angola                    | 11   | 4     | 2      | 17    |
| 2       | Egito                     | 5    | 6     | 6      | 17    |
| 2       | Senegal                   | 5    | 6     | 6      | 17    |
| 4       | Tunísia                   | 3    | 1     | 4      | 8     |
| 5       | Costa do Marfim           | 2    | 4     | 0      | 6     |
| 6       | República Centro-Africana | 2    | 0     | 1      | 3     |
| 7       | Nigéria                   | 1    | 4     | 3      | 8     |
| 8       | Marrocos                  | 1    | 2     | 2      | 5     |
| 9       | Argélia                   | -    | 1     | 1      | 2     |
| 9       | Sudão                     | -    | 1     | 1      | 2     |
| 11      | Camarões                  | -    | 1     | -      | 1     |
| 12      | Cabo Verde                | -    | -     | 1      | 1     |
| 12      | Mali                      | -    | -     | 1      | 1     |
| 12      | Somália                   | -    | -     | 1      | 1     |
| 12      | Palestina                 | -    | -     | 1      | 1     |